# Прибережна провінція (Кенія)
Прибережна (також Приморська (англ. Coast Province, суах. Mkoa wa Pwani) — одна з восьми колишніх провінцій Кенії, розташована в південно-східній частині Кенії. На захід від неї знаходяться провінції Східна провінція та Рифт-Валлі, на північ - провінція Північно-Східна. На півдні Приморської провінції проходить державний кордон Кенії з Танзанією. На сході її узбережжя омивається водами Індійського океану.
Площа провінції становить 82 893 км². Чисельність населення дорівнює 3 325 307 осіб (на 2009 рік). Щільність населення - 40,12 чол./км².

## Населення

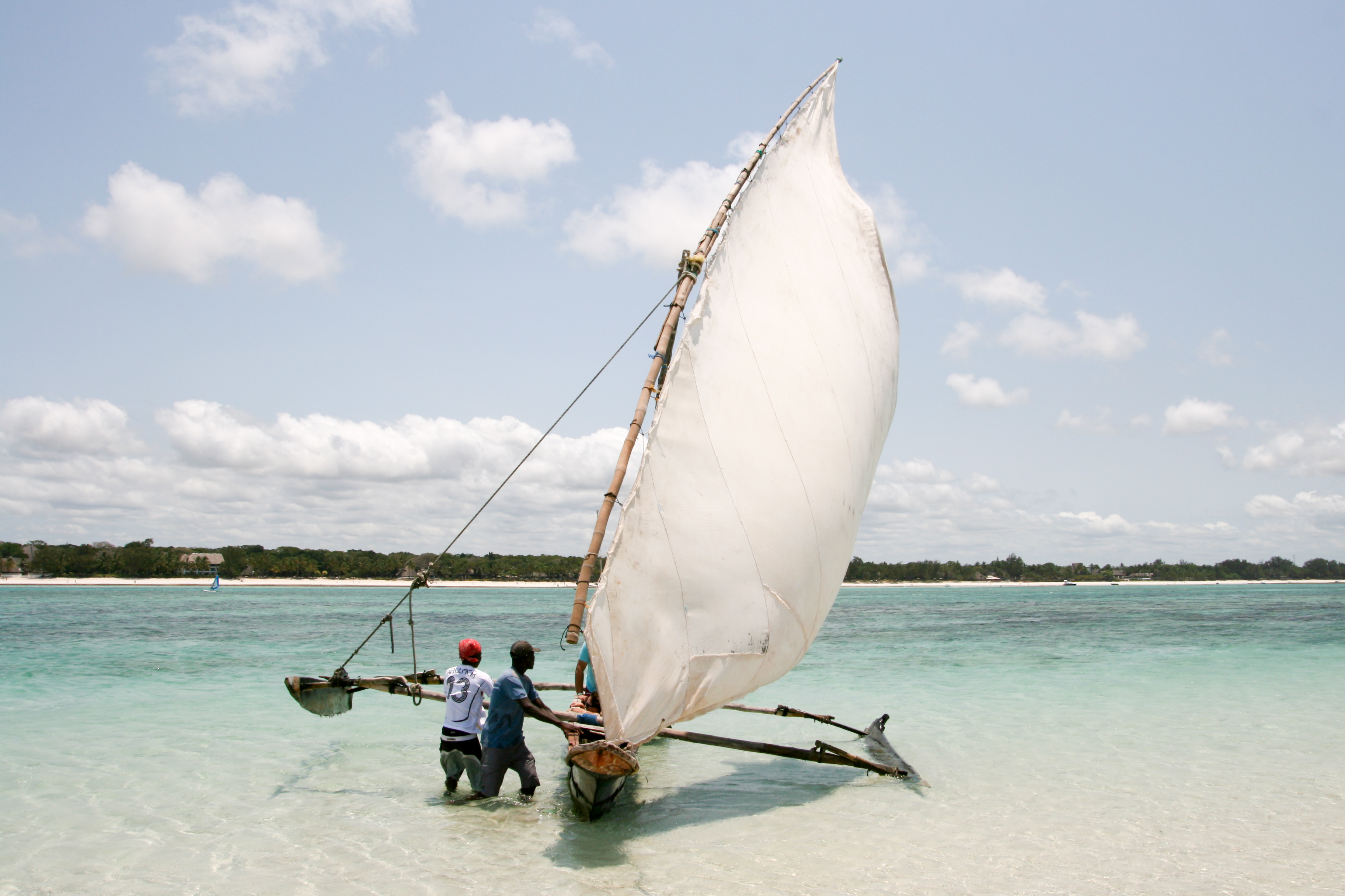
Каное з балансиром в Діані

У провінції проживають представники народів суахілі, міджікенда та ін.

## Міста
Адміністративний центр і головне місто - Момбаса. Інші міста провінції: Діані (туристичний центр з піщаними пляжами), Малінді, Ламу (на архіпелазі Ламу) і Ватаму (тут знаходиться єдиний в Східній Африці морський заповідник).

## Адміністративний поділ
В адміністративному відношенні Приморська провінція ділиться на 6 округів:
| № | Округи                     | Адміністративний центр | Населення, осіб (2009 р.) |
| - | -------------------------- | ---------------------- | ------------------------- |
| 1 | Кіліфі (Kilifi)            | Кіліфі                 | 1 109 735                 |
| 2 | Квале (Kwale)              | Квале                  | 649 931                   |
| 3 | Ламу (Lamu)                | Ламу                   | 101 539                   |
| 4 | Момбаса (Mombasa)          | Момбаса                | 939 370                   |
| 5 | Тїта-Тавета (Taita-Taveta) | Вої                    | 284 657                   |
| 6 | Тана-Ривер (Tana River)    | Хола                   | 240 075                   |

| Кенія | Це незавершена стаття з географії Кенії. Ви можете допомогти проєкту, виправивши або дописавши її. |